# William D. Phillips
William Daniel Phillips (født 5. november 1948) er en amerikansk fysiker: Han modtog nobelprisen i fysik i 1997 sammen med Steven Chu og Claude Cohen-Tannoudji for forskning i laserkøling og særligt for opfindelsen af Zeeman Slower til at mindske hastigheden på atomer i gasform.